# Tề An Nhũ Tử
Tề An Nhũ Tử (chữ Hán: 齊晏孺子; ở ngôi: 489 TCN), tên thật là Khương Đồ (姜荼) có tài liệu chép là Khương Xá (姜舍), là vị vua thứ 27 của nước Tề - chư hầu nhà Chu trong lịch sử Trung Quốc.

## Thân thế
Ông là con trai thứ của Tề Cảnh công – vua thứ 26 nước Tề. Mẹ ông là Nhuế cơ - vợ thứ của Tề Cảnh công.
Vì con cả của Cảnh công đã mất, mẹ Khương Đồ được Cảnh công yêu nên ông được chọn làm thế tử. Khi Cảnh công đã già, Khương Đồ còn nhỏ. Các đại phu can ngăn Tề Cảnh công nên chọn trong số những người con thứ đã lớn tuổi lên nối ngôi nhưng Cảnh công không nghe.
Mùa thu năm 490 TCN, Tề Cảnh công ốm nặng, bèn lệnh cho đại phu họ Cao và họ Quốc giúp Khương Đồ làm vua và đuổi những người con lớn sang đất Lai. Sau đó Tề Cảnh công qua đời. Khương Đồ lên nối ngôi, tức là An Nhũ Tử.

## Vua mất ngôi
An Nhũ Tử lên ngôi, các anh ông là Khương Gia, Khương Câu và Khương Kiềm chạy sang nước Vệ; Khương Sừ và Khương Dương Sinh chạy sang nước Lỗ.
Đại phu Điền Khất mưu lật đổ vua Tề, bèn nhắm tới việc lật đổ họ Cao và họ Quốc là hai họ giúp đắc lực cho An Nhũ Tử. Điền Khất bèn gièm pha chia rẽ khiến cho các đại phu ghét họ Cao và họ Quốc. Các đại phu bèn liên kết với họ Bão và Điền Khất tấn công họ Cao, họ Quốc. Họ Cao và họ Quốc phải chạy sang nước Lỗ.
Điền Khất tiến tới việc lật đổ An Nhũ Tử, bèn sai người sang nước Lỗ đón công tử Dương Sinh về nước giấu trong nhà và triệu Bão Mục tới, ép phải đồng mưu lập vua mới.
Được sự đồng thuận của họ Bão, Điền Khất bèn phế truất An Nhũ Tử và lập công tử Dương Sinh lên nối ngôi, tức là Tề Điệu công. An Nhũ Tử bị mang đến ấp Thai giết chết. Mẹ ông là Nhuế cơ bị đuổi khỏi cung.
An Nhũ Tử làm vua chỉ được 1 năm.